# شهيد علام
إم. شهيد علم هو اقتصادي بنغلاديشي، ولد في 1971 في دكا في بنغلاديش.